# Hobro Kommune
| Strukturdaten       | Strukturdaten         |
| ------------------- | --------------------- |
| Sitz der Verwaltung | Hobro                 |
| Fläche              | 165,67 km²            |
| Einwohner           | 15.222 (2004)         |
| Kommune seit 2007   | Mariagerfjord Kommune |

Hobro Kommune war bis Dezember 2006 eine dänische Kommune im damaligen Nordjyllands Amt im Norden Jütlands. Seit Januar 2007 bildet sie zusammen mit den ehemaligen Kommunen Arden, Hadsund und Mariager (ohne den Wahldistrikt Havndal), sowie dem Schuldistrikt Hvilsom der Kommune Aalestrup und dem Ort Hannerupgård der Kommune Nørager die neue Kommune Mariagerfjord.